# Xã Proctor, Quận Crittenden, Arkansas
Xã Proctor (tiếng Anh: Proctor Township) là một xã thuộc quận Crittenden, tiểu bang Arkansas, Hoa Kỳ. Năm 2010, dân số của xã này là 942 người.